# Hamida al-Habsi
Hamida Othman al-Habsi (arabisch حميدة الحبسي; * 22. August 1987) ist eine omanische Leichtathletin, die Kugelstoßen praktiziert.
Im September 2005 nahm sie an den Islamischen Frauen-Spielen in Teheran teil und im Februar 2006 errang sie bei den Hallenasienmeisterschaften im thailändischen Pattaya die Bronzemedaille. Anzumerken dabei ist allerdings, dass auch lediglich drei Sportlerinnen zu diesem Wettkampf antraten. Einige Jahre startete Al-Habsi im Dezember 2011 bei den panarabischen Spielen in der katarischen Hauptstadt Doha. Zwar gelangen ihr als einziger Athletin der Konkurrenz sechs gültige Versuche – ihr Leistungsniveau lag jedoch weit unter dem der Anderen, sodass sie am Ende den abgeschlagenen siebten und somit letzten Platz belegte.

## Persönliche Bestleistungen
| Disziplin   | Kategorie | Ort     | Weite   | Datum              | Anmerkungen               |
| ----------- | --------- | ------- | ------- | ------------------ | ------------------------- |
| Kugelstoßen | Halle     | Pattaya | 9,87 m  | 12. Februar 2006   |                           |
| Kugelstoßen | Freiluft  | Teheran | 10,24 m | 25. September 2005 | (Stand: 13. Februar 2017) |